# Australian Atomic Energy Commission
Im November 1952 wurde die Australian Atomic Energy Commission (AAEC) nach der Verabschiedung des Atomic Energy Act durch das australische Parlament eingerichtet, die die Australian Energy Policy Commission ersetzte. Die AAEC sollte die Regierung in den Angelegenheiten der Atompolitik beraten. Neben der Beratung der Regierung wurden von der AAEC eigene Forschungen in den Lucas Heights in einem Vorort bei Sydney betrieben. Die AAEC war an der Errichtung der Internationalen Atomenergie-Organisation am 29. Juli 1957 beteiligt. Des Weiteren installierte AAEC auch ein Untersuchungsprogramm zur Anreicherung von Uran und beriet die Regierung beim Bau des Kernkraftwerks in der Jervis Bay. Diese Organisation wurde auch an der Erschließung der Ranger-Uran-Mine beteiligt.
1981 wurden Teile der AAEC in die Commonwealth Scientific and Industrial Research Organisation abgespalten und 1987 wurde die AAEC in die staatliche Behörde Australian Nuclear Science and Technology Organisation eingegliedert.
Die AAEC war am Aufbau des Forschungsreaktors HIFAR ab Anfang Januar 1958 beteiligt, der bis zur Ersetzung eines Leichtwasserreaktors Open Pool Australian Lightwater Reactor (OPAL) im Januar 2007 betrieben wurde. Gleiches gilt auch für den Reaktor MOATA auf Lucas Heights, der am 10. April 1961 in Betrieb genommen und am 31. Mai 1995 heruntergefahren wurde. 
In das Aufgabengebiet der AAEC fallen Forschungen auf den Gebieten der Radiochemie, Neutronenstreuung, Natriumkühlungssystemen, Beryllium-Moderatoren, Entwicklung von Gasturbinen, Strahlenschutz und -therapie, Umwelt, Verfahren des Heißisostatischen Pressens, MLIS und AVLIS.